# Heiko Kärger
Heiko Kärger (* 22. September 1960 in Wolgast) ist ein deutscher Politiker (CDU) und Landrat im Landkreis Mecklenburgische Seenplatte.

## Biografie
Heiko Kärger absolvierte ein Studium zum Dipl.-Agrar-Ing. (FH) und arbeitete 1986 bis 1989 als Ökonom in der LPG Ihlenfeld. Nach der Wende bildete er sich zum Verwaltungs-Betriebswirt (VWA) weiter. Von 1992 bis 2009 war Kärger als Leitender Verwaltungsbeamter des Amtes Neverin tätig.
Er hat zwei Töchter.

## Politik
Kärger ist seit 1995 CDU-Mitglied und ist stellvertretender Kreisvorsitzender der CDU Mecklenburg-Strelitz. 1994 bis 2009 war er Kreistagsmitglied, davon 2004 bis 2009 Vorsitzender der CDU-Kreistagsfraktion.
1991 bis 1992 war er Bürgermeister der Gemeinde Neuenkirchen. Im Jahr 2009 wurde er zum Landrat des Kreises Mecklenburg-Strelitz gewählt.
Nach der Gebietsreform ging der Landkreis in den größeren Landkreis Mecklenburgische Seenplatte auf. Am 4. September 2011 erreichte Heiko Kärger mit 38,5 % der Stimmen das beste Ergebnis der fünf Kandidaten für den Landratsposten. In der Stichwahl am 18. September 2011 setzte sich Kärger mit 54,5 % der Stimmen gegen Siegfried Konieczny (Linke, ehemaliger Landrat von Demmin) durch und wurde erster gewählter Landrat des im Zuge der Kreisgebietsreform 2011 neu geschaffenen Kreises, dem flächenmäßig größten Landkreis in Deutschland. Bei der Landratswahl am 27. Mai 2018 wurde Kärger mit 51,3 Prozent der Stimmen wiedergewählt.
Kärger ist Vorsitzender des Landkreistages M-V sowie Vorsitzender des Verwaltungsrates der Sparkasse Mecklenburg-Strelitz und seit dem 6. Dezember 2011 Vorsitzender des Verwaltungsrates der Müritz-Sparkasse.